# Heudreville-sur-Eure
Heudreville-sur-Eure é uma comuna francesa na região administrativa da Normandia, no departamento de Eure. Estende-se por uma área de 14,12 km². Em 2010 a comuna tinha 1 094 habitantes (densidade: 77,5 hab./km²).